# Uncle Josh in a Spooky Hotel
Uncle Josh in a Spooky Hotel je americký němý film z roku 1900. Režisérem je Edwin S. Porter (1870–1941). Film trvá necelé dvě minuty. Stýček Josh se stal první franšízovou postavou v historii kinematografie. Ve všech filmech ho ztvárnil Charles Manley (1830–1916), který pracoval jako herec ve Fordově divadle, když byl zavražděn americký prezident Abraham Lincoln.

## Děj
Strýček Josh vstoupí do strašidelného pokoje s majitelem hotelu. Ten ho upozorní na pověru, že každou půlnoc se tu objeví duch. Strýček Josh chce odejít, ale domácí ho přesvědčí zůstat. Oba si sednou na židli a za nimi se v krátkosti objeví přízrak, který Joshovi shodí klobouk. Josh si myslí, že mu to udělal majitel, a tak mu dá facku. Majitel ho uklidní a oba si znovu sednou. Přízrak se znovu objeví a da facku majiteli. Majitel shodí ze židle Joshe, oba se chtějí porvat, ale nakonec se oba znovu usadí na židli. Přízrak se objeví vedle majitele, kterého přinutí uvolnit jeho místo. Majitel ze strachu v tichosti opustí místnost a duch si sedne vedle Joshe, který směřuje svou pozornost na hodiny a směje se faktu, že už je po půlnoci a duch se neobjevil.

## Chronologie filmové série
- 1900: Uncle Josh's Nightmare
- 1900: Uncle Josh in a Spooky Hotel
- 1902: Uncle Josh at the Moving Picture Show
- 1920: Uncle Josh buys a Car (rozhlasová hra)